# Bischofrod
Bischofrod ist eine Gemeinde im Landkreis Hildburghausen im fränkisch geprägten Süden des Freistaats Thüringen. Zur Gemeinde gehört auch der Ort Keulrod. Bischofrod wird durch die Verwaltungsgemeinschaft Feldstein verwaltet.

## Lage
Bischofrod befindet sich an der Südabdachung  des Thüringer Waldes im westlichen Umfeld der Bundesautobahn 73 südlich von Suhl. Das Bergdorf wird von den Landesstraßen 2633 und 2634 durchquert.

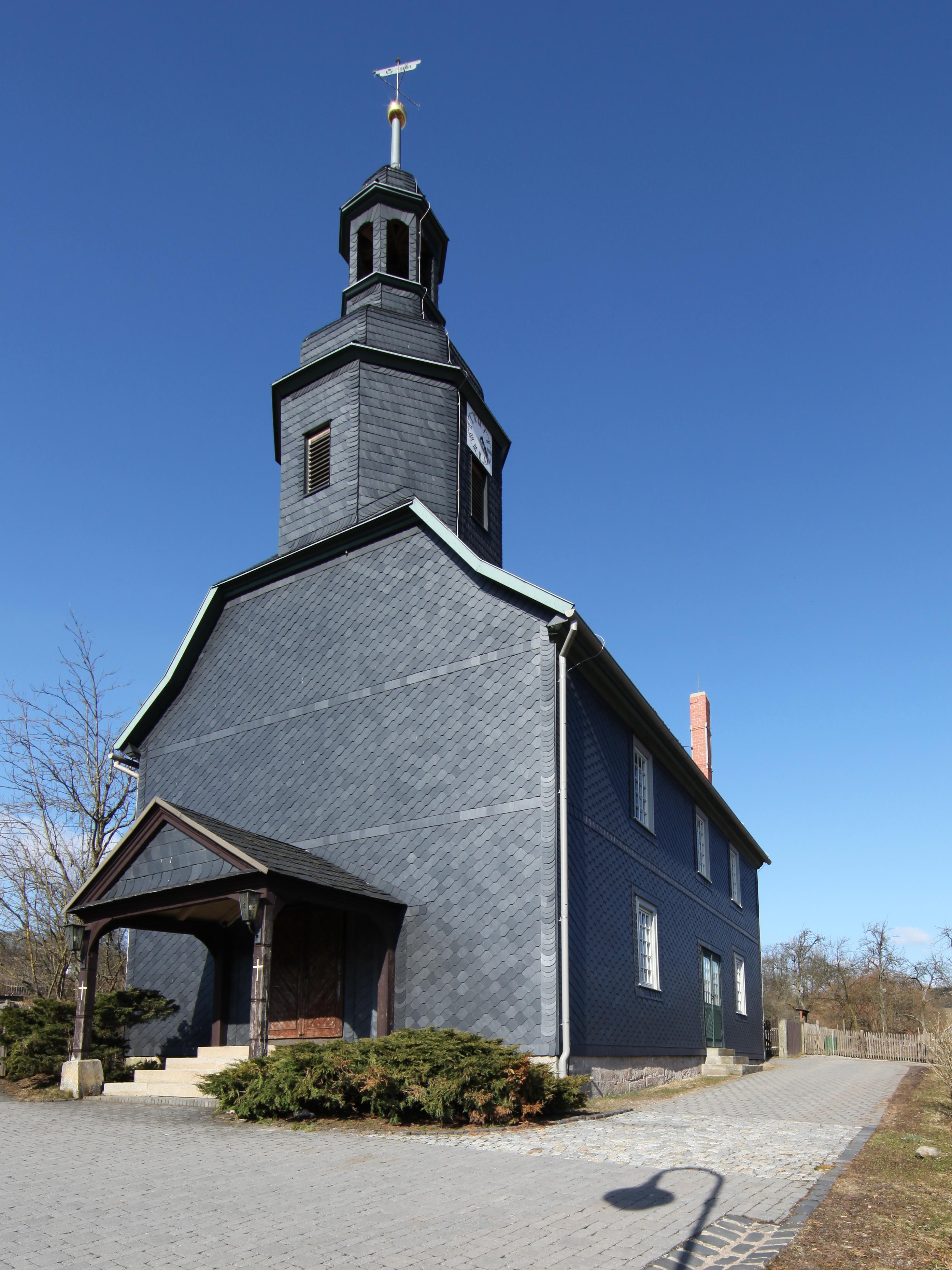
Evangelisch-lutherische Kirche Bischofrod

## Geschichte
Am 30. März 1262 wurde das Dorf erstmals urkundlich genannt.
Bischofrod war 1604–1618 von Hexenverfolgung betroffen. Drei Frauen gerieten in Hexenprozesse. Ein Prozessausgang ist unbekannt, eine Frau wurde verbrannt. 1618 habe sich Ursula Geißenhämmer unter harter Folter „unchristlich und trotzig gezeigt“ und kein Geständnis abgelegt. Sie wurde freigelassen.
Bis 1815 gehörte Bischofrod zum hennebergischen bzw. kursächsischen Amt Schleusingen und gelangte dann an den Kreis Schleusingen der neugebildeten preußischen Provinz Sachsen, bei dem er bis 1945 verblieb.

## Gemeinderat
Der Gemeinderat von Bischofrod besteht aus sechs Mitgliedern einer Freien Wählergemeinschaft (Stand: Kommunalwahl am 25. Mai 2014).